# Rufus Byam Richardson
Rufus Byam Richardson (* 18. April 1845 in Westford, Massachusetts; † 10. März 1914 in Clifton Springs, New York) war ein US-amerikanischer Archäologe und Hochschullehrer, der unter anderem zwischen 1893 und 1903 Direktor der American School of Classical Studies at Athens (ASCSA) war.

## Leben
Rufus Byam Richardson, Sohn von Joseph Richardson und dessen Ehefrau Lucy M. Byam Richardson, begann nach dem Schulbesuch ein grundständiges Studium an der Yale University, das er 1869 mit einem Bachelor of Arts (B.A.) beendete. Danach begann er 1869 ein postgraduales Studium an der Yale Divinity School, das er zwischen 1872 und 1874 an der Friedrich-Wilhelms-Universität zu Berlin fortsetzte. 1878 erwarb er einen Doctor of Philosophy (Ph.D.) an der Yale University und nahm 1880 eine Professur für die Griechische Sprache an der Indiana University Bloomington (IUB) an, wo er bis 1882 lehrte. Im Anschluss war er von 1882 bis 1893 Professor für Griechisch am Dartmouth College und erwarb in dieser Zeit auch 1883 einen Bachelor of Divinity (B.Div.) an der Yale University.
Richardson, der 1889 Æschines Oration Against Ctesiphon herausgab, war von 1893 bis 1903 Direktor der American School of Classical Studies at Athens (ASCSA). Während dieser Zeit übernahm die ASCSA 1896 die Verantwortung für die Ausgrabungen in Korinth. Er wurde 1900 Mitglied der American Academy of Arts and Sciences.
Aus seiner am 6. September 1876 geschlossenen Ehe mit Alice Linden Bowen gingen drei Kinder hervor, darunter der Diplomat Gardner Aspinwall Richardson. Nach seinem Tode wurde er auf dem Green-Wood Cemetery in Brooklyn beigesetzt.

## Veröffentlichungen
Neben seiner Lehrtätigkeit verfasste Richardson verschiedene Sachbücher, die sich insbesondere mit seiner Tätigkeit als Direktor der American School of Classical Studies at Athens sowie seinen Reiseerlebnissen in Griechenland befassten. Zu diesen Werken gehören:
- Æschines Oration Against Ctesiphon, Herausgeber, 1889
- Vacation days in Greece, 1904 (Onlineversion)
- Greece through the stereoscope, 1907 (Onlineversion)
- A history of Greek sculpture, 1911 (Onlineversion)